# 기와도역
기와도역(일본어: 黄波戸駅)은 일본 야마구치현 나가토시에 위치한 서일본 여객철도 산인 본선의 철도역이다. 단선 승강장 1면 1선의 구조를 갖춘 지상역이다.

## 이용 현황
| 승차 인원 추이 | 승차 인원 추이 |
| 연도           | 1일 평균       |
| -------------- | -------------- |
| 1999           | 77             |
| 2000           | 75             |
| 2001           | 57             |
| 2002           | 50             |
| 2003           | 48             |
| 2004           | 45             |
| 2005           | 43             |
| 2006           | 39             |
| 2007           | 31             |
| 2008           | 25             |
| 2009           | 24             |
| 2010           | 29             |
| 2011           | 29             |
| 2012           | 24             |

## 역 주변
- 기와도 온천

## 역사
- 1928년 12월 9일 : 국유철도 미네 선의 쇼묘이치 역 (현, 나가토시역부터 분기하는 지선의 종착역으로서 개업. 여객영업만.
- 1929년 10월 13일 : 미네 선의 지선이 나가토후루이치역까지 연신해, 도중역이 된다.
- 1933년 2월 24일 : 당역을 포함한 미네 선의 일부 구간이 산인 본선에 편입되어, 산인 본선 소속역이 된다.
- 1963년 6월 1일 : 화물 취급을 폐지.
- 1987년 4월 1일 : 일본국유철도 분할 민영화에 의해, 서일본 여객철도가 승계.

## 인접 역
| 서일본 여객철도 산인 본선 | 서일본 여객철도 산인 본선 | 서일본 여객철도 산인 본선  |
| ------------------------- | ------------------------- | -------------------------- |
| 나가토시 마스다 방면      | ■ 산인 본선               | 나가토후루이치 하타부 방면 |